# Antirhea ramosii
Antirhea ramosii är en måreväxtart som beskrevs av Shu Miaw Chaw. Antirhea ramosii ingår i släktet Antirhea och familjen måreväxter. Inga underarter finns listade i Catalogue of Life.